# 日本女子オープンゴルフ選手権競技
日本女子オープンゴルフ選手権競技（にほんじょしオープンゴルフせんしゅけんきょうぎ）は、毎年秋季（10月）に開催される日本の女子プロゴルフメジャー大会の1つ。日本選手権大会に相当する日本ゴルフ協会（JGA）主催競技であり、日本女子プロゴルフ協会（JLPGA）のメジャー大会の1つでもある。

## 概要
大会の歴史は1968年にTBS女子オープンとしてスタートした。この年の優勝者は、後に全米女子プロゴルフ選手権で優勝した樋口久子だった。彼女はこの時「23歳60日」で初代優勝者になっている。1971年からは主催者がJGAに移管され、大会名も現在の日本女子オープンに改称となった。以来日本のトッププロとトップアマチュアが出場し、日本女子プロ選手権と並ぶビッグイベントに成長した。
2005年度の第38回大会では宮里藍が初優勝を大会最年少の「20歳3カ月」で飾った。この時の最終日には2万人余のギャラリーが観戦に訪れたが、これは日本女子ゴルフ史上でも最多観客動員の記録となった。
年によっては出場者のレベルが海外メジャー大会とほぼ同様のレベルになることもあり、2012年の大会はこの年の海外メジャー大会の優勝者が全員出場したほか、当時の世界ランキングの上位10人中7人が出場。大会史上最高レベルの大会になった。2013年以降は同時期に中国北京でレインウッドLPGAクラシックが行われたため、USLPGAメンバーはほとんど出場しなかった。
大会は毎年開催する都道府県を変えて4日間72ホールのストローク・プレーで開催される。なお2005年の賞金総額は7000万円、優勝賞金は1400万円だったが2006年以後は賞金が一気に倍増、賞金総額1億4000万円・優勝賞金は2800万円と女子ツアーでは破格のビッグマネーとなった。2019年は賞金総額1億5000万円、優勝賞金3000万円で施行された。また、優勝選手にはJGA女子オープン杯、NHK杯、内閣総理大臣杯が授与されるほか、副賞としてJGAオフィシャルスポンサーのNECよりLAVIE、さらに3年間のシード権が与えられる。
またローアマチュアにはJGAローアマチュア杯とNHKローアマチュア杯が贈られる。
大会の模様は共催の日本放送協会（NHK）が放送しており、原則として、総合テレビ（NHKプラスを含む）とBS1にて生中継している。かっては、深夜に30分のハイライト番組があった。なお、日本女子プロゴルフ協会（JLPGA）は2022シーズンからJLPGAが管轄している大会のネット配信を実施しているが、本大会はJGA管轄のため、JLPGA公認大会の配信権を保有しているU-NEXTでの配信は実施しない。

## 出場資格
JLPGAツアーのシード権を有している選手であっても、下記の条件を満たさない限りは本大会に出場することができない。
2022年より
- 前年度の日本女子プロゴルフ協会公認試合におけるメルセデスランキング上位30選手
- 当年度の同ツアー公認試合（8月のCAT Ladiesまで）のメルセデスランキング上位30選手
- 前年度の当大会翌週から当年度の前週までの日本女子プロゴルフ協会ツアー競技優勝者
- 当年7月11日時点のロレックスランキング上位20選手
- 前年度の当大会の成績上位15位の選手
- 当大会の過去10年の歴代優勝者及び日本女子プロゴルフ選手権大会の過去5年の歴代優勝者
- 当年度の日本女子アマチュアゴルフ選手権競技の優勝者 (2015年までストロークプレーメダリストとマッチプレー準決勝進出者)
- 前年度当大会のローアマチュア
- 当年度のアマチュア国際大会の日本代表出場選手（2016年はエスピリトサントトロフィー世界女子アマチュアゴルフチーム選手権が該当）
- 当大会の最終予選会（8月末）の通過者約60名（他での出場権者含め最大120名まで）
- その他日本ゴルフ協会が特別に承認した選手
  - 過去には、2012年のヤニ・ツェンや2015年の不動裕理、2019年の横峯さくららがこの資格で出場している。
また、2021年には渋野日向子とアマチュアの梶谷翼がその実績を考慮されて特別承認を与えられている[8]。

## 歴代優勝者
| 開催回 | 開催時期               | 優勝者               | 開催地   | 開催ゴルフコース                                          | 備考 |
| ------ | ---------------------- | -------------------- | -------- | --------------------------------------------------------- | --- |
| 第1回  | 1968年12月11日、12日   | 樋口久子             | 埼玉県   | TBS越谷ゴルフ倶楽部                                       | |
| 第2回  | 1969年11月12日、13日   | 樋口久子             | 埼玉県   | TBS越谷ゴルフ倶楽部                                       | |
| 第3回  | 1970年11月18日〜21日   | 樋口久子             | 埼玉県   | TBS越谷ゴルフ倶楽部                                       | |
| 第4回  | 1971年11月10日〜12日   | 樋口久子             | 茨城県   | 大利根カントリークラブ西コース                            | |
| 第5回  | 1972年11月8日〜10日    | 佐々木マサ子         | 静岡県   | 浜松シーサイドゴルフクラブ                                | |
| 第6回  | 1973年11月7日〜9日     | 小林法子             | 三重県   | 名四カントリークラブ                                      | |
| 第7回  | 1974年11月8日〜10日    | 樋口久子             | 滋賀県   | 名神八日市カントリー倶楽部                                | |
| 第8回  | 1975年10月17日〜19日   | 二瓶綾子             | 栃木県   | 烏山城カントリークラブ                                    | |
| 第9回  | 1976年9月24日〜26日    | 樋口久子             | 静岡県   | 浜松シーサイドゴルフクラブ                                | |
| 第10回 | 1977年9月2日〜4日      | 樋口久子             | 兵庫県   | 花屋敷ゴルフ倶楽部                                        | |
| 第11回 | 1978年9月1日〜3日      | 清元登子             | 群馬県   | ローズベイカントリークラブ（2016年（平成28年）閉鎖）      | |
| 第12回 | 1979年9月7日〜9日      | 吉川なよ子           | 広島県   | 広島カンツリー倶楽部八本松コース                          | |
| 第13回 | 1980年9月5日〜7日      | 樋口久子             | 愛知県   | 春日井カントリークラブ西コース                            | |
| 第14回 | 1981年7月10日〜12日    | 大迫たつ子           | 千葉県   | PGM総成ゴルフクラブ・東南コース                           | |
| 第15回 | 1982年7月15日〜18日    | 日蔭温子             | 新潟県   | フォレストカントリー倶楽部・西コース                      | |
| 第16回 | 1983年7月14日〜17日    | 涂阿玉               | 福井県   | 芦原ゴルフクラブ海コース                                  | |
| 第17回 | 1984年7月12日〜15日    | 大迫たつ子           | 群馬県   | 甘楽カントリークラブ                                      | |
| 第18回 | 1985年7月4日〜7日      | 森口祐子             | 千葉県   | 袖ヶ浦カンツリークラブ袖ヶ浦コース                        | |
| 第19回 | 1986年7月3日〜6日      | 涂阿玉               | 滋賀県   | 近江カントリー倶楽部                                      | |
| 第20回 | 1987年7月2日〜5日      | 吉川なよ子           | 茨城県   | 筑波カントリークラブ                                      | |
| 第21回 | 1988年7月14日〜17日    | 谷福美               | 福岡県   | 太宰府ゴルフ倶楽部                                        | |
| 第22回 | 1989年6月29日〜7月2日  | 小林浩美             | 埼玉県   | 武蔵カントリークラブ豊岡コース                            | |
| 第23回 | 1990年6月28日〜7月1日  | 森口祐子             | 岐阜県   | 岐阜関カントリー倶楽部西コース                            | |
| 第24回 | 1991年6月27日〜30日    | 涂阿玉               | 北海道   | 札幌ゴルフ倶楽部輪厚コース                                | |
| 第25回 | 1992年6月25日〜28日    | 日蔭温子             | 滋賀県   | 名神八日市カントリー倶楽部                                | |
| 第26回 | 1993年6月24日〜27日    | 岡本綾子             | 愛知県   | 東名古屋カントリークラブ・西コース                        | |
| 第27回 | 1994年6月23日〜26日    | 服部道子             | 埼玉県   | 武蔵カントリークラブ・笹井コース                          | |
| 第28回 | 1995年6月22日〜25日    | 塩谷育代             | 山口県   | 宇部72カントリークラブ万年池西コース                      | |
| 第29回 | 1996年6月20日〜23日    | 高村亜紀             | 茨城県   | 龍ヶ崎カントリー倶楽部                                    | |
| 第30回 | 1997年6月26日〜30日    | 岡本綾子             | 兵庫県   | 東広野ゴルフ倶楽部                                        | 6月28日（土曜）施行予定の3日目が雨で中止となったため、競技を順延し、史上初の予備日を用いて4ラウンドを行った。            |
| 第31回 | 1998年6月25日〜28日    | 野呂奈津子           | 愛知県   | 三好カントリー倶楽部西コース                              | |
| 第32回 | 1999年6月24日〜27日    | 村井真由美           | 埼玉県   | 霞ヶ関カンツリー倶楽部東コース                            | |
| 第33回 | 2000年6月22日〜25日    | 肥後かおり           | 埼玉県   | 飯能ゴルフクラブ                                          | |
| 第34回 | 2001年9月27日〜30日    | 島袋美幸             | 北海道   | 室蘭ゴルフ倶楽部                                          | |
| 第35回 | 2002年10月3日〜6日     | 高又順               | 神奈川県 | 箱根カントリー倶楽部                                      | |
| 第36回 | 2003年10月2日〜5日     | 服部道子             | 千葉県   | 千葉カントリークラブ野田コース                            | |
| 第37回 | 2004年9月30日〜10月3日 | 不動裕理             | 広島県   | 広島カンツリー倶楽部八本松コース                          | |
| 第38回 | 2005年9月29日〜10月2日 | 宮里藍               | 神奈川県 | 戸塚カントリー倶楽部西コース                              | 第38回大会では4日間で48,677人、最終日に21,018人の観衆が来場観戦し、日本女子ゴルフ史上最多観衆動員記録を樹立した。        |
| 第39回 | 2006年9月28日〜10月1日 | 張晶                 | 大阪府   | 茨木カンツリー倶楽部西コース                              | |
| 第40回 | 2007年9月27日〜30日    | 諸見里しのぶ         | 北海道   | 樽前カントリークラブ南・中コース                          | |
| 第41回 | 2008年10月2日〜5日     | 李知姫               | 新潟県   | 紫雲ゴルフ倶楽部・加治川コース                            | |
| 第42回 | 2009年10月1日〜4日     | 宋ボベ               | 千葉県   | 我孫子ゴルフ倶楽部                                        | |
| 第43回 | 2010年9月30日〜10月3日 | 宮里美香             | 茨城県   | 大利根カントリークラブ東コース                            | |
| 第44回 | 2011年9月29日〜10月2日 | 馬場ゆかり           | 愛知県   | 名古屋ゴルフ倶楽部・和合コース                            | |
| 第45回 | 2012年9月27日〜30日    | フォン・シャンシャン | 神奈川県 | 横浜カントリークラブ西コース                              | |
| 第46回 | 2013年10月3日〜6日     | 宮里美香             | 神奈川県 | 相模原ゴルフクラブ東コース                                | |
| 第47回 | 2014年10月2日〜5日     | テレサ・ルー         | 滋賀県   | 琵琶湖カントリー倶楽部栗東/三上コース                     | |
| 第48回 | 2015年10月1日〜4日     | 田仁智 PO            | 石川県   | 片山津ゴルフ倶楽部・白山コース                            | |
| 第49回 | 2016年9月29日〜10月2日 | 畑岡奈紗 (a)         | 栃木県   | 烏山城カントリークラブ二の丸・三の丸コース                | 史上初のアマチュア選手による大会制覇                                                                                     |
| 第50回 | 2017年9月28日〜10月1日 | 畑岡奈紗             | 千葉県   | 我孫子ゴルフ倶楽部                                        | |
| 第51回 | 2018年9月27日〜30日    | 柳簫然（ユ・ソヨン） | 千葉県   | 千葉カントリークラブ野田コース                            | |
| 第52回 | 2019年10月3日〜6日     | 畑岡奈紗             | 三重県   | COCOPA RESORT CLUB 白山ヴィレッジゴルフコース QUEENコース | |
| 第53回 | 2020年10月1日〜4日     | 原英莉花             | 福岡県   | ザ・クラシックゴルフ倶楽部キング・クイーンコース          | |
| 第54回 | 2021年9月30日〜10月4日 | 勝みなみ             | 栃木県   | 烏山城カントリークラブ二の丸・三の丸コース                | 10月1日（金曜）施行予定の2日目が雨で中止となったため、競技を順延し、大会史上2度目となる予備日を用いて4ラウンドを行った。 |
| 第55回 | 2022年9月29日〜10月2日 | 勝みなみ             | 千葉県   | 紫カントリークラブ・すみれコース                          | |
| 第56回 | 2023年9月28日〜10月1日 | 原英莉花 (2)         | 福井県   | 芦原ゴルフクラブ・海コース                                | |
| 第57回 | 2024年9月26日 - 29日   | 竹田麗央             | 茨城県   | 大利根カントリークラブ・西コース                          | |

- PO プレーオフでの決着
- (a) アマチュア選手

## 今後の開催予定地
| 回     | 年     | コース                                           | 日時              | 実績 |
| ------ | ------ | ------------------------------------------------ | ----------------- | ---- |
| 第58回 | 2025年 | チェリーヒルズゴルフクラブ                       | 10月2日 - 5日     |      |
| 第59回 | 2026年 | 宝塚ゴルフ倶楽部・旧コース                       | 10月1日 - 4日     |      |
| 第60回 | 2027年 | 狭山ゴルフ・クラブ                               | 9月30日 - 10月3日 |      |
| 第61回 | 2028年 | ザ・クラシックゴルフ倶楽部キング・クイーンコース | 9月28日 - 10月1日 |      |
| 第62回 | 2029年 | 霞ヶ関カンツリー倶楽部                           |                   |      |
| 第63回 | 2030年 | 我孫子ゴルフ倶楽部                               |                   |      |